# Baños termales de Isla Plana
Los baños termales de Isla Plana, conocidos popularmente como el baño de la Marrana, se sitúan isla Plana, en el municipio español de Cartagena (Región de Murcia).
La utilización y explotación del manantial en época moderna arranca de principios del siglo XVIII, época en que se descubrieron las propiedades curativas del manantial que burbujeaba casi a la orilla de la playa. 
El edificio de los baños plantea diversos problemas en cuanto a su origen y evolución histórica. La edificación original presenta planta rectangular, cubierta con bóveda de cañón, dividiéndose en tres salas, dos menores en los extremos y una mayor central. El acceso, centrado en el lateral mayor que da a tierra, se bifurca en dos escaleras laterales que desembocan en los extremos de la sala central. Las estrechas ventanas, acabadas en arco de medio punto, se abren en su totalidad al lateral que da al mar y dotaban de iluminación natural el interior de los baños, aunque en la actualidad se encuentran cegadas. 
La piscina, utilizada como baño comunal, es anterior al edificio y fue reutilizada posteriormente. En tanto que la piscina principal se construye con grandes bloques escuadrados de tabaire amarillo, la edificación principal es de mampostería irregular de tamaño medio cogida con argamasa, excepto en la base y ángulos donde se utilizan grandes sillares, y los tabiques que delimitan los baños individuales de hormigón y ladrillo. 
La estación termal, tal como se conserva hoy día, presenta un baño comunal, una sala para la caldera, pequeñas estancias con bañeras individuales y una serie de galerías que comunicaban con los manantiales, desde donde era elevada el agua con una noria. 
En el entorno inmediato del edificio, se localiza el yacimiento arqueológico de Los Tinteros. Se extiende por una superficie aproximada de 15.000 metros cuadrados, junto a los baños termales y la iglesia de isla Plana. Entre los restos inmuebles visibles de esa superficie, destaca la presencia de terra sigillata hispánica. 
Se observan, igualmente, gran número de estructuras correspondientes a paramentos, canalizaciones, posibles piscinas o piletas y hornos probablemente para fundición de mineral de hierro. 
Según el material cerámico, podemos definir que nos encontramos ante un enclave con una larga utilización con fines industriales, vinculados con pesquerías, con la metalúrgica del hierro en conexión con los yacimientos de mineral próximos y con las propiedades de los yacimientos de aguas termales, que tendrían su auge máximo entre el siglo I a. C. y el siglo II.